# Ad Dhahiriya
Ad Dhahiriya of az-Zahiriya (Arabisch:الظاهرية), ook geschreven als Adh Dhahirya, is een Palestijnse stad in het zuiden van de Westelijke Jordaanoever van Palestina. De stad ligt 23 kilometer ten zuidwesten van de stad Hebron in de heuvels, in het gelijknamige gouvernement. Anno 2016 had de stad 38.002 inwoners.
De stad ligt 655 meter boven zeeniveau in de 'South Hebron hills'. Vanwege zijn ligging op een rotskam wordt de stad ook wel The village on the ridge genoemd. Ten oosten van Ad Dahiriya ligt As Samu, ten westen Ar Ramadin. Ten noorden van de stad liggen Rabud, Abu al Asja, Kurza, Al Bireh en  Al Burj (Dura).
De eerste dorpsraad kwam er in 1963. In 1996 benoemde de Palestijnse Autoriteit een gemeenteraad. In 2004 kwam er een gekozen gemeenteraad met 13 leden.
Oorspronkelijk vond bewoning plaats in grotten, die in de plaats nog terug te vinden zijn. In het centrum van de stad was een toren uit de tijd van voor de kruistochten, waarschijnlijk van de eerste christen- of Romeinse periode. De huidige bebouwing van Ad Dhahiriya stamt uit de Ottomaanse tijd. Er zijn negen moskeeën in Adh Dharhiriya.

## Geschiedenis
In de 16e eeuw stond de stad in de lijst onder de naam 'Darusiyya' en maakte deel uit van de nahiya (subdistrict) van 'Halil'(Hebron). In 1838 noteerde Edward Robinson dat Ad Dhahiriya een dorp was, gelegen ten zuid-westen van Hebron. 
In 1881 werd Adh Dahiriya vermeld in een lijst van dorpen in Palestina.
In 1922, bij het begin van het Mandaatgebied Palestina, had de stad 2206 inwoners, uitsluitend moslims. 
In 1945 had Adh Dahiriya 3.760 inwoners, allen moslim, en bezaten 120.854 dunums land. .
Vanwege het eenzijdige uitroepen van de staat Israël bij de beëindiging van Palestina als mandaat van het Britse Verenigd Koninkrijk volgde de Arabisch-Israëlische Oorlog van 1948. In 1949 werd een wapenstilstandsgrens, de  Groene Lijn getrokken en kwam Ad Dhahiriya onder het bestuur van Jordanië. Die Groene Lijn, de grens van de Westelijke Jordaanoever met Israël ligt ten zuiden en westen van Ad Dahiriya. 

### Onder bezetting van Israël
In 1967 werd de Westelijke Jordaanoever door Israël veroverd en militair bezet. Rond de stad zijn vier Joodse Israëlische nederzettingen gebouwd: Eshkolot in het zuid-oosten, Teneh Omarim (1984) in het zuiden, Shima (1982) in het oosten en een nieuwe nederzetting van Shima ten zuiden ervan. De stad is langzamerhand omgeven door Israëlische verbindingswegen (bypassroads) tussen de nederzettingen op bezet gebied en naar plaatsen in Israël, zoals 'route 60' naar Beersheba, die Ad Dhahiriya afsplitsen van het eigen en het overige zuid-Hebron gebied. Ook de hoofdstad Hebron is haast ontoegankelijk geworden. Men moet over uitgesleten lange zijwegen via Dura omrijden. Palestijnse steden worden zo haast onbereikbaar van elkaar.
Bij de Oslo-akkoorden van 1993 kwam Ad Dhahiriya in zone A te liggen onder bestuur van de Palestijnse Autoriteit. Het omliggende grondgebied met de nederzettingen liggen in zone-C onder Israëlisch bestuur. Zone-C zou volgens de akkoorden binnen vijf jaar overgedragen worden aan de Palestijnse Autoriteit zodat een onafhankelijke Palestijnse staat gerealiseerd kon worden. Tot op heden is dat nog niet gebeurd en wordt steeds meer Palestijns gebied door Israël geconfisqueerd en geannexeerd.
In 2007 werd hier met de bouw van de Israëlische Westoeverbarrière begonnen, waarvoor nog eens 5000 dunums (5 km2) werden geconfisqueerd en 5000 dunums afgescheiden. Deze Muur staat rond het zuiden en westen van de stad. Daarvoor zijn huizen verwoest, andere woningen kregen sloopbevelen en 70 mensen werden erdoor geïsoleerd. Er is een ijzeren hek gebouwd en er zijn drie permanente militaire controleposten (checkpoints) en nog een aantal zogenoemde 'vliegende' controleposten, die her en der geplaatst kunnen worden. De inwoners hebben te maken met economische en sociale restricties en beperkingen in bewegingsvrijheid.

#### Kolonistenterreur
Kolonisten uit de nabijgelegen Israëlische nederzettingen, die gebouwd zijn op grondgebied van Ad Dhahiriya en de bedoeïenendorpjes rondom vallen de bewoners, hun herders en vee regelmatig aan. Ze zijn er op uit om de Pelestijnse bewoners van hun land weg te jagen om dit in bezit te nemen. Dit gebeurt onder de ogen van de Israëlische politie, die soms ook meewerkt.

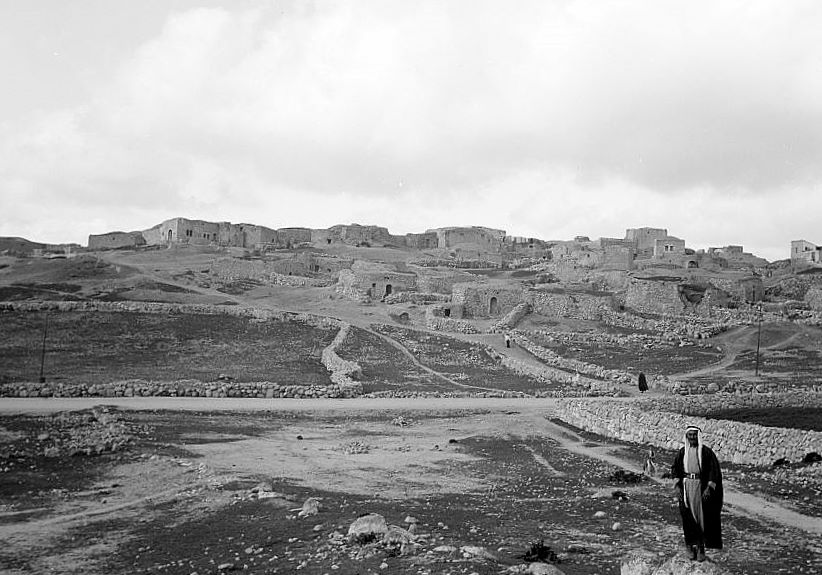
Ad Dahiriya, 1940
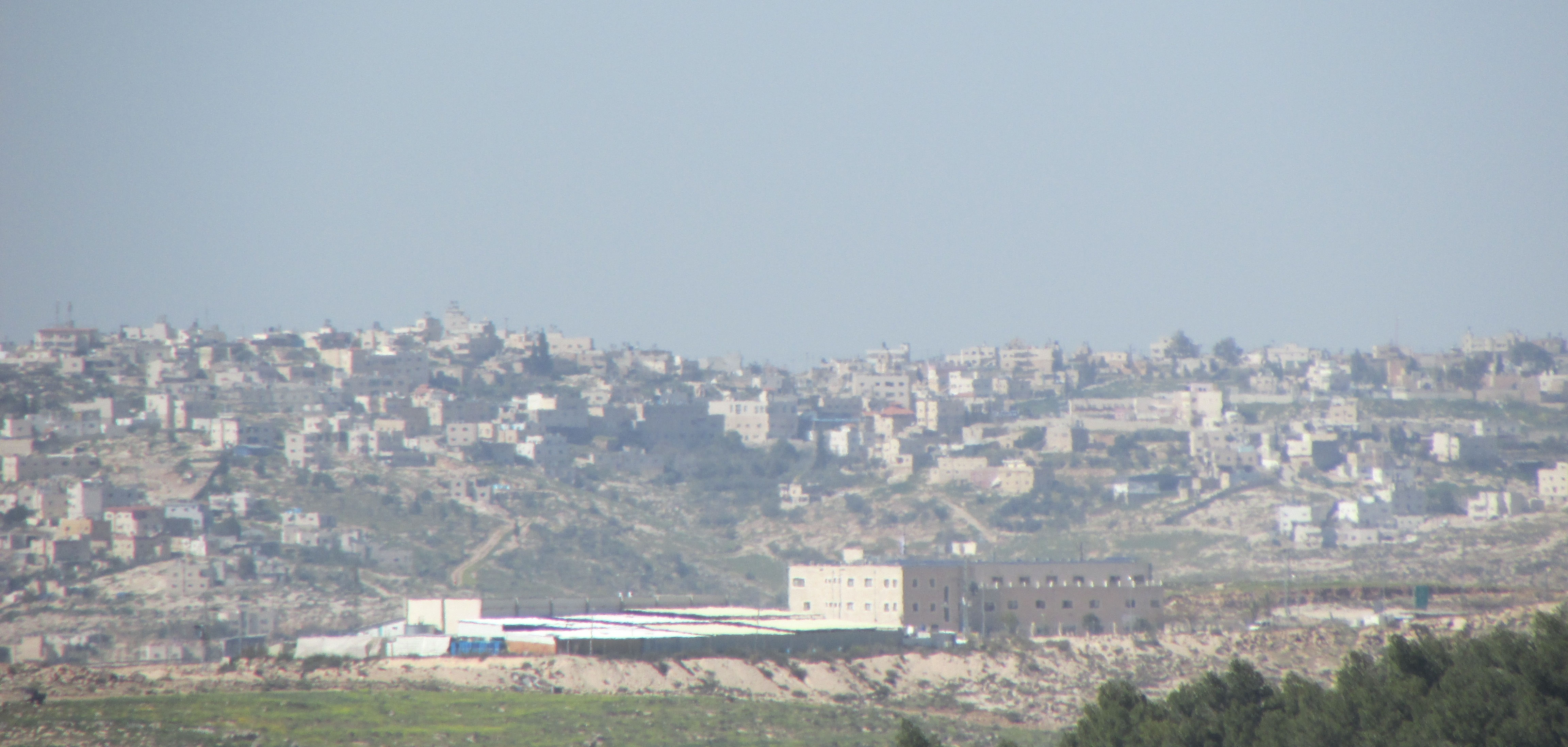
Ad Dhahiriya gezien vanuit het Yatir bos in de Negev, 2015